# Xã Hilltown, Quận Bucks, Pennsylvania
Xã Hilltown (tiếng Anh: Hilltown Township) là một xã thuộc quận Bucks, tiểu bang Pennsylvania, Hoa Kỳ. Năm 2010, dân số của xã này là 15.029 người.